# Gottern
Gottern är en sjö i Vilhelmina kommun i Lappland och ingår i Ångermanälvens huvudavrinningsområde. Sjön har en area på 5,85 kvadratkilometer och ligger 578,9 meter över havet. Gottern ligger i Vardo- Laster- och Fjällfjällen Natura 2000-område.

## Delavrinningsområde
Gottern ingår i det delavrinningsområde (724826-145498) som SMHI kallar för Utloppet av Gottern. Medelhöjden är 710 meter över havet och ytan är 38,65 kvadratkilometer. Räknas de 24 avrinningsområdena uppströms in blir den ackumulerade arean 198,16 kvadratkilometer. Vojmån som avvattnar avrinningsområdet har biflödesordning 2, vilket innebär att vattnet flödar genom totalt 2 vattendrag innan det når havet efter 455 kilometer. Avrinningsområdet består mestadels av skog (56 procent) och kalfjäll (26 procent). Avrinningsområdet har 5,86 kvadratkilometer vattenytor vilket ger det en sjöprocent på 15,1 procent.